# Philip Sydney Short
David Eric Symon ( n. 1955 ) es un botánico australiano. Ha recolectado activamente en Nueva Gales del Sur.

## Algunas publicaciones
- 1988. The Botanist Joachim Steetz (1804-1862). Con D. M. Sinkora

### Libros
- 2004. In Pursuit of Plants: Experiences of Nineteenth & Early Twentieth Century Plant Collectors. Edición ilustrada de Timber Press, 351 pp. ISBN 0-88192-635-3

- 1990. History of systematic botany in Australasia: proceedings of a symposium held at the University of Melbourne, 25-27 May 1988. Editor Australian Syst. Bot. Soc. 326 pp. ISBN 0-7316-8463-X

- 1987. The Bad German Habit: A Factual Botanical Melodrama Involving Joachim Steetz. Con D. M. Sinkora, Joachim Steetz. Ed. National Herbarium of Victoria, Public Lands & Forests Div. Dep. of Conserv. Forests & Lands, 48 pp. ISBN 0-7243-3928-0

- 1981. Biosystematic Studies in Australian Gnaphallinae (Compositae: Inuleae). 9.ª edición de Flinders Univ. of S.A. 307 pp.

- La abreviatura «P.S.Short» se emplea para indicar a Philip Sydney Short como autoridad en la descripción y clasificación científica de los vegetales.[3]